# Никс, Мэтт
Мэттью «Мэтт» Никс (англ. Matthew «Matt» Nix; род. 4 сентября 1971, Лос-Анджелес, Калифорния, США) — американский сценарист, продюсер и режиссёр. Наиболее известными его работами являются сериалы «Черная метка» телеканала USA Network, а также «Хорошие парни» и «Одарённые» телеканала Fox.

## Биография
Мэтт родился в Лос-Анджелесе, штат Калифорния и окончил Высшую Школу Анали в Севастополе, штат Калифорния. Его родители, Филипп и Сюзан Никс. Сам Мэтт женился на Мелинде Стал. Является выпускником Калифорнийского Университета в Лос Анджелесе.

## Фильмография
- Одарённые (2017—2019) — создатель, сценарист и исполнительный продюсер.
- Черная метка: Падение Сэма Экса (2011) — создатель, сценарист и исполнительный продюсер.
- Хорошие парни (2010) — создатель, сценарист и исполнительный продюсер.
- Черная метка (англ. Burn Notice, 2007—2013) — создатель, сценарист и исполнительный продюсер.
- Мементоке (2002, короткометражка) — сценарист.
- Я и большой парень (1999, короткометражка) — сценарист.
- Первый Принц (1998, короткометражка) — сценарист.
- Ружье Чехова (1997, короткометражка) — сценарист.
- Секрет успеха Майка Фиини (1997, короткометражка) — сценарист.

## Чёрная метка
Летом 2006 года Мэтт Никс создал сериал «Черная метка», его название отсылает к чёрным меткам, которые ставят спецслужбы, отмечая агента как ненадежного. В центре действия агент Майкл Вестен (сыгранный Джеффри Донованом), которого бросили все спецслужбы. Не зная правды, почему он был «помечен», он начинает работу в качестве вольного шпиона и частного сыщика, параллельно ища причину случившегося. Сериал стартовал на телеканале USA Networks в Четверг, 28 июня 2007 года и все ещё находится в процессе съемки-показа. Постоянными актерами в нём являются Донован, Габриэль Анвар в роли Фионы Гленан («воинственная экс-подруга» Вестена), Брюс Кэмпбелл в роли Сэма Экса (старого друга, «стучащего в ФБР»), Шэрон Глесс в роли Мэделин Вестен (матери Майкла), и, начиная с четвёртого сезона, Соби Белл в роли Джесси Портера (шпиона, получившего метку по вине Майкла). В течение создания четвёртого сезона было сказано, что в пятом и шестом сезоне сериал будет обновлен.
Между сезонами четыре и пять вышел фильм, названный «Черная метка: Падение Сэма Экса», являющийся приквелом к сериалу. Фильм запущенный на телеканале USA Network, был создан и спродюсирован Никсом, рассказывает о последней миссии Сэма Экса в качестве «морского котика».

## Хорошие парни
В начале 2010 года началась работа над «Хорошими парнями», сериалом, стартовавшим на телеканале Fox 19 мая 2010 года. Главную роль Дэна Старка, бывшего известного детектива полиции Далласа, исполнил Брэдли Витфолд. Также на первом плане находится Джек Бэйли, юный амбициозный детектив, приставленный к Старку для усмирения его нрава. Его сыграл Колин Хэнкс.
Хорошие парни изначально имел рабочее название Джек и Дэн. Несколько месяцев сериал был известен под названием Код 58, означающий для отделения Далласа «обычное расследование», а также Пять восемь, до того, как продюсеры назвали сериал Хорошие парни.
Шоу боролось с низкими рейтингами, регулярно занимая четвёртое место для своего времени показа на протяжении лета и пятое место среди сериалов, стартовавших в Октябре. Финальный эпизод был запущен в эфир 10 декабря 2010 на телеканале Fox. 15 декабря 2010 года Fox Television Studios объявила, что шоу не будет продлено на второй сезон.